# Уайоминг (окръг, Ню Йорк)
Окръг Уайоминг (на английски: Wyoming County) е окръг в щата Ню Йорк, Съединени американски щати. Площта му е 1544 km², а населението - 40 493 души (2017). Административен център е село Уорсо.